# توماس لیندال
توماس لیندال (انگلیسی: Tomas Lindahl؛ زادهٔ ۲۸ ژانویهٔ ۱۹۳۸) یک دانشمند در زمینه تحقیقات سرطان اهل سوئد است. وی همچنین برنده جوایزی همچون مدال کاپلی، مدال پادشاهی، و جایزه نوبل شیمی شده است.

## جایزه نوبل
در سال ۲۰۱۵ میلادی به پاس کوشش‌های وی در یافتن سازوکار ترمیم دی ان ای، از سوی فرهنگستان پادشاهی علوم سوئد همراه با عزیز سنجر و پاول مودریچ موفق به دریافت جایزه نوبل شیمی گردید.